# بروس كارول
بروس كارول (بالإنجليزية: Bruce Carroll)‏ هو مغني أمريكي، ولد في 5 ديسمبر 1953.

## وصلات خارجية
- بروس كارول على موقع IMDb (الإنجليزية)
- بروس كارول على موقع ميوزك برينز (الإنجليزية)
- بروس كارول على موقع أول ميوزيك (الإنجليزية)
- بروس كارول على موقع ديسكوغز (الإنجليزية)